# Актриса и трансильванцы (фильм)
«Актриса, золото и трансильванцы» (в советском прокате — «Актриса и трансильванцы») (рум. Artista, dolarii si Ardelenii) — второй фильм трилогии о похождениях трансильванцев на Диком Западе румынского режиссёра Мирча Верою, снятый в 1979 году. Продолжение фильма — «Пророк, золото и трансильванцы» (1978), следующий фильм — «Трансильванцы на Диком Западе » (1981).

## Сюжет
Приключения трансильванцев, приехавших в маленький городок на Диком Западе, продолжаются. Поезд, перевозивший пассажиров, золото и деньги, попадает в засаду, устроенную индейцами.
Однако под видом индейцев, действует банда грабителей. Предводитель бандитов, ехавший в поезде, крадёт униформу убитого полковника Уилкинсона, чтобы выдать себя за него. В борьбу с грабителями вступают трансильванцы…

## В ролях
- Иларион Чобану — Траян Брэд
- Овидиу Юлиу Молдован — Джонни Брэд
- Мирча Дьякону — Ромул Брэд
- Родика Тапалага — Анабелла Ли, актриса
- Таня Филип — Джун Амблер
- Дан Наста,
- Ахмед Габбани
- Ион Паску,
- Мирча Албулеску
- Сорин Балабан,
- Марчел Юреш,
- Траян Костя
- Иоан Хентер и др.